# Benefit Systems
Benefit Systems SA – polskie przedsiębiorstwo z siedzibą w Warszawie, jego branża została sklasyfikowana w PKD jako programy dodatkowych świadczeń pracowniczych.
Przedsiębiorstwo notowane jest na GPW od kwietnia 2011 roku i wchodzi w skład indeksu MWIG40.

## Działalność
Firma oferuje programy dodatkowych świadczeń pracowniczych:
- MultiSport – program abonencki (dostępny w wersjach Light, Classic, Plus, Senior, Kids, Kids Aqua, Student) umożliwiający korzystanie z zajęć sportowo-rekreacyjnych[7][8]
- MyBenefit – platforma benefitów, służąca firmom do zarządzania świadczeniami pozapłacowymi i programami motywacyjnymi[9]
- BenefitLunch – program umożliwiający skorzystanie z oferty lunchowej wybranych restauracji w formie abonamentu lub za pomocą jednorazowego kuponu[10].
- MultiBilet – jednorazowy voucher (dostępny w wersjach eMultiBilet, eMultiBilet Premium, MultiBilet, MultiBilet Plus), który można wymienić na bilet na film do wybranego kina[11]
- MultiTeatr – jednorazowy voucher (dostępny w wersjach Silver, Gold, Platinum), który można wymienić na bilet do wybranego teatru, filharmonii lub opery[12]
- MultiLife – pakiet usług z zakresu samorozwoju, zdrowia, odżywiania i psychologii, skupionych na jednej platformie[13]
- MultiMuzeum – jednorazowy voucher (dostępny w wersjach Silver, Gold, Platinum), który można wymienić na bilet do wybranego muzeum lub centrum nauki[14]
- MultiZoo – jednorazowy voucher, który można wymienić na bilet do ogrodów zoologicznych w Łodzi, Płocku i Wrocławiu[15]
- eTravelPass – elektroniczny bon wartościowy, dzięki któremu można opłacić pobyt w ośrodkach turystycznych[16]

Benefit Systems działa w Bułgarii, Chorwacji, Czechach, Polsce, Słowacji i Turcji.